# Glenn Tipton
Glenn Raymond Tipton (Blackheath, Inglaterra, 25 de outubro de 1947) é um dos guitarristas da banda inglesa de heavy metal Judas Priest. É um dos membros do trio de compositores da banda (os outros dois são Robert Halford e Richie Faulkner, este no último álbum, pois K.K. Downing era o outro compositor até o álbum Nostradamus). 
Embora não seja membro da formação original, Glenn, junto com o baixista Ian Hill, são os únicos membros a tocar em todos os álbuns da banda.

## Biografia
Glenn Tipton nasceu perto de Birmingham, na Inglaterra. O guitarrista, compositor e produtor ganhou aclamação mundial como membro do Judas Priest por quase quarenta anos, e, nesse tempo, também lançou dois álbuns solo. Seu nome é sinônimo de Rock e Heavy Metal e ao longo dos anos a sua música tem sido pioneira no caminho e ajudou a inspirar muitos jovens músicos e guitarristas através dos seus primeiros anos e em carreiras de sucesso.
Ele juntou-se ao Judas Priest, em 1974 antes do primeiro álbum Rocka Rolla, ea química que evoluiu dentro da banda iniciou-os para o sucesso incrível. Priest conquistou o planeta com o seu estilo poderoso e único do Heavy Metal e do quinteto inovador tem voado alto como o epítome do metal desde então.
Gravou dois discos solo. Em 7 de março de 2006, a Rhino Records lançou uma nova versão de seu álbum de 1997 Atlantic Records, Baptizm Of Fire '(incluindo duas faixas bônus), bem como o Tipton, Enwistle e Powell álbum "Edge Of The World", que consiste de inéditas gravações com o falecido Cozy Powell e John Entwistle, que foi estabelecido em torno do mesmo tempo como "Baptizm Of Fire".
Em 12 de fevereiro de 2018, Glenn Tipton anunciou que não poderá mais realizar shows com o Judas Priest, devido ao Mal de Parkinson.

## Discografia
Solo
- Baptizm of Fire (1997)
- Edge of the World (2006)

Judas Priest
- 1974 - Rocka Rolla
- 1976 - Sad Wings of Destiny
- 1977 - Sin After Sin
- 1978 - Stained Class
- 1978 - Killing Machine
- 1980 - British Steel
- 1981 - Point of Entry
- 1982 - Screaming for Vengeance
- 1984 - Defenders of the Faith
- 1986 - Turbo
- 1988 - Ram It Down
- 1990 - Painkiller
- 1997 - Jugulator
- 2001 - Demolition
- 2005 - Angel of Retribution
- 2008 - Nostradamus
- 2014 - Redeemer of Souls
- 2018 - Firepower